# Josep González i Rovira
Josep González i Rovira (la Torrassa, l'Hospitalet de Llobregat, 26 de març de 1950) és un polític català. Llicenciat en matemàtiques, el 1975 fou catedràtic de matemàtiques a l'Institut de Batxillerat Manuel de Cabanyes de Vilanova i la Geltrú, del qual en fou director de 1977 a 1979, i actualment és professor titular de matemàtica aplicada de la Universitat Politècnica de Catalunya, a l'Escola Politècnica Superior d'Enginyeria de Vilanova i la Geltrú.
Alhora, fou militant del PSUC des de 1974, motiu pel qual fou detingut diverses vegades i jutjat pel Tribunal d'Ordre Públic (TOP). A les primeres eleccions municipals democràtiques de 1979 fou escollit regidor de l'ajuntament de Vilanova i la Geltrú pel PSUC, i es mantingué com a membre del consistori amb Iniciativa per Catalunya fins a 1997. Fou primer tinent d'alcalde el 1992 i el 1994, i alcalde de 1991 a 1993. També ha estat membre del Consell Comarcal del Garraf el 1988-1991 i 1995-1997.